# NGC 2576
NGC 2576 est une très vaste galaxie spirale relativement éloignée et située dans la constellation du Cancer. NGC 2576 a été découverte par l'astronome allemand Albert Marth en 1865.

## Caractéristiques
Sa vitesse par rapport au fond diffus cosmologique est de 8 572 ± 16 km/s, ce qui correspond à une distance de Hubble de 126,4 ± 8,9 Mpc (∼412 millions d'al).
À ce jour, trois mesures non basées sur le décalage vers le rouge (redshift) donnent une distance de 122,333 ± 7,572 Mpc (∼399 millions d'al), ce qui est à l'intérieur des valeurs de la distance de Hubble.
La classe de luminosité de NGC 2574 est II et elle présente une large raie HI. Selon la base de données Simbad, NGC 2576 est une galaxie LINER, c'est-à-dire une galaxie dont le noyau présente un spectre d'émission caractérisé par de larges raies d'atomes faiblement ionisés.